# Mücke Motorsport

Logo

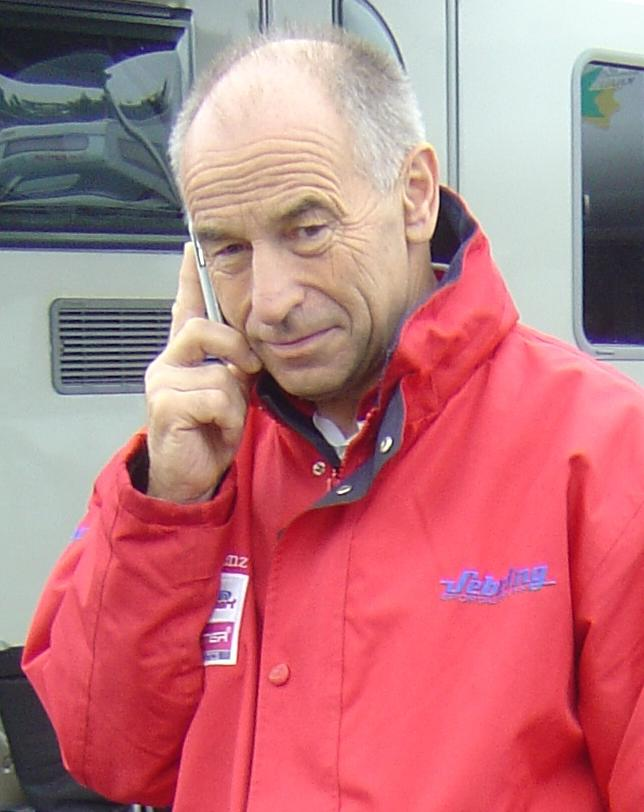
Teamchef Peter Mücke

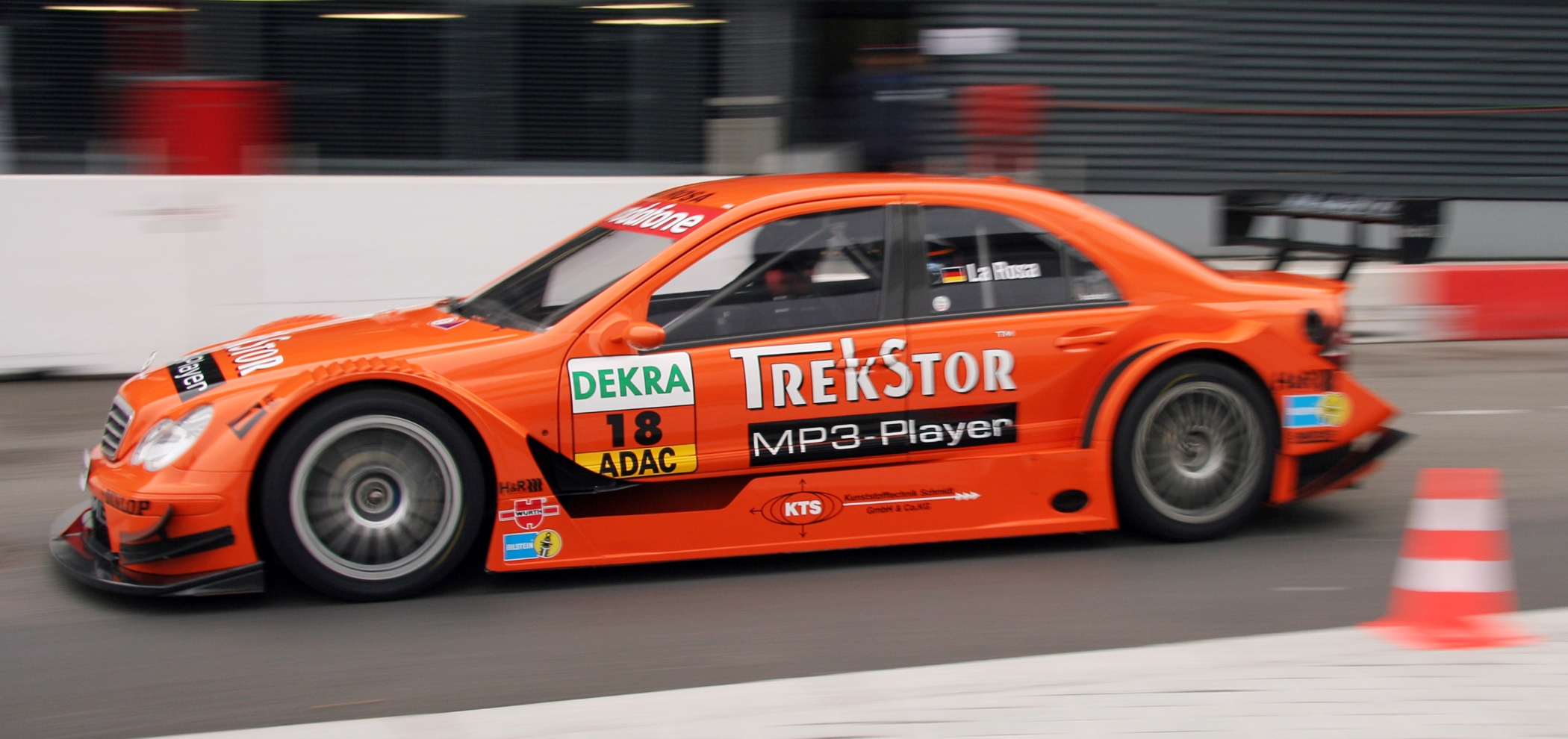
Daniel la Rosa 2006

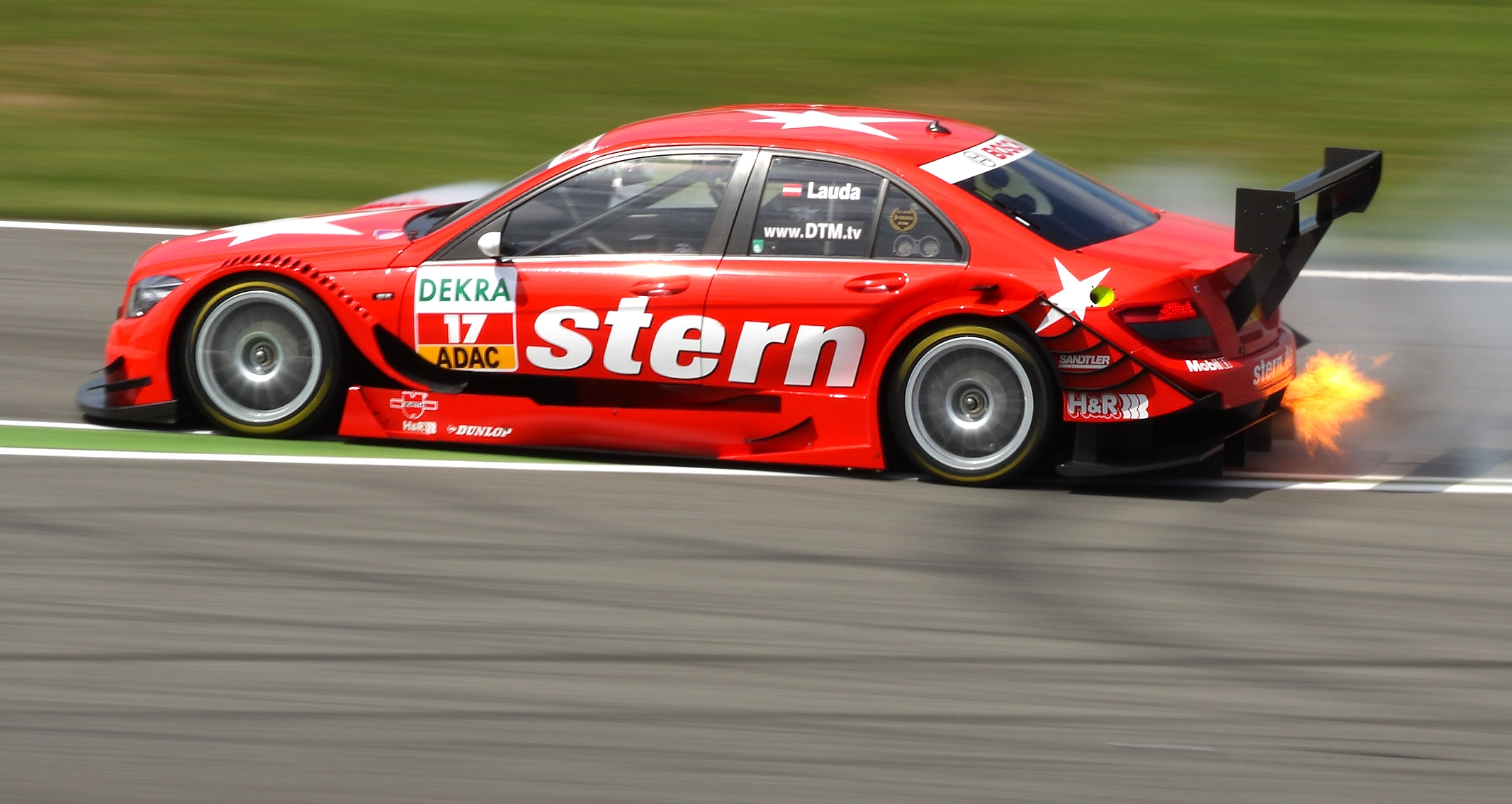
Mathias Lauda 2009

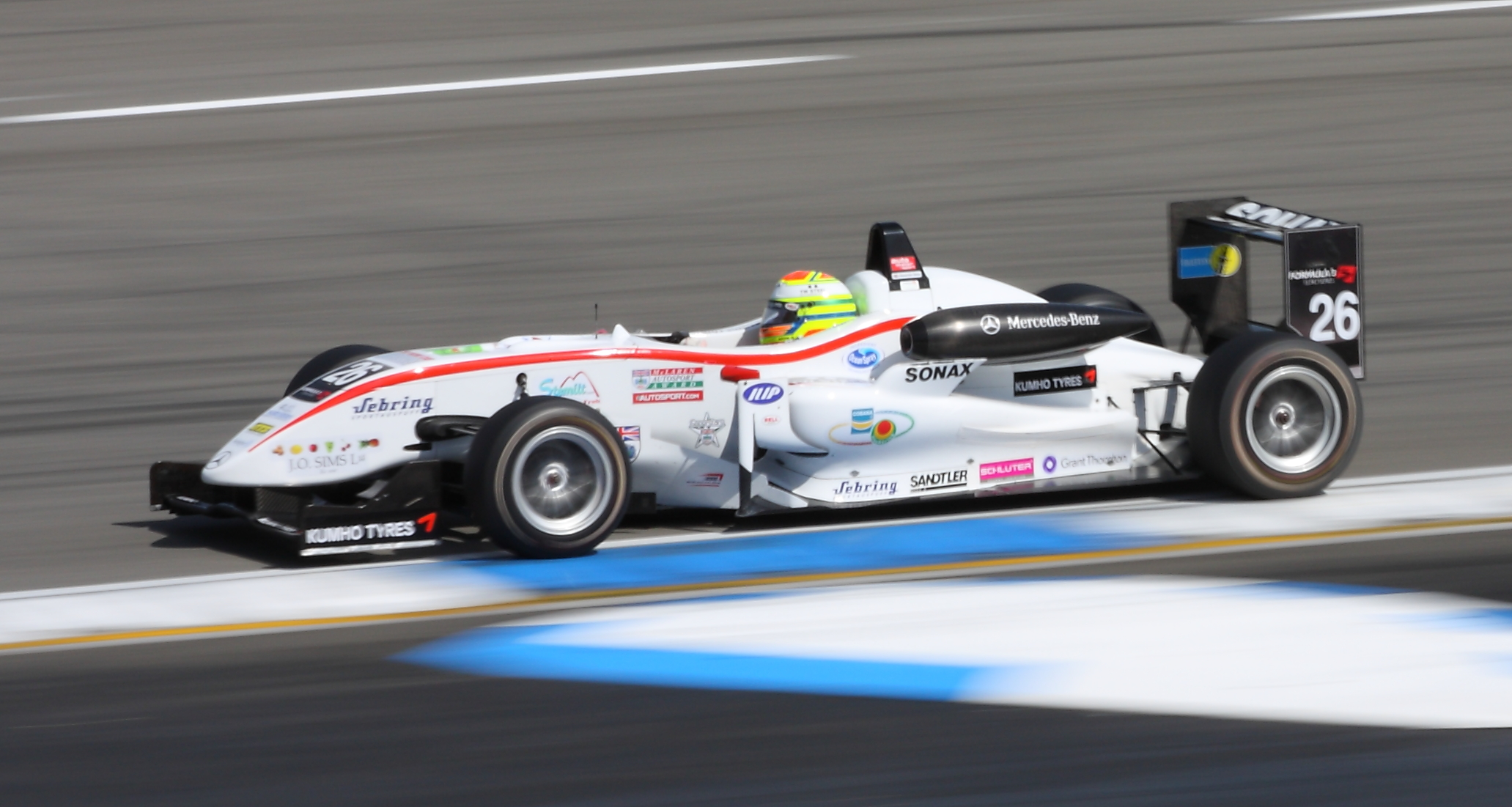
Alexander Sims in der Formel-3-Euroserie 2009

Das Team Mücke Motorsport wurde im Jahr 1998 vom ehemaligen Rennfahrer und dreifachen Autocross-Europameister Peter Mücke gegründet. Zunächst sammelte das Mücke-Team in diversen regionalen und nationalen Rennserien seine Erfahrungen.
In den Folgejahren war das Mücke-Team in der Formel BMW ADAC und der Formel-3-Euroserie am Start. Beide Rennserien wurden im Rahmenprogramm der DTM abgehalten. In dieser Zeit fuhren für Mücke auch die künftigen Formel-1-Fahrer Christian Klien, Robert Kubica, Sebastian Vettel, Markus Winkelhock und Sébastien Buemi.
Von 2005 bis 2016 war Mücke Werksteam für Mercedes-Benz in der DTM.
Aktuell ist das Team in der ADAC GT Masters, deutschen Formel-4-Meisterschaft, sowie in der italienischen Formel-4-Meisterschaft aktiv.

## DTM
2005 wurde Mücke dann Werksteam für Mercedes-Benz in der DTM. In der ersten Saison ging man mit zwei Mercedes-C-Klasse-Wagen des Vorjahres (2004) an den Start. Neben dem Griechen Alexandros Margaritis verpflichtete das Team auch den Sohn des Teameigners Stefan Mücke. Mit den technisch unterlegenen Jahreswagen konnte das Team immerhin vier Top-Ten-Platzierungen herausfahren.
Infolge der respektablen Debütergebnisse vertraute Mercedes-Benz den Berlinern in der Saison 2006 gleich drei Fahrzeuge an. Neben den obligatorischen zwei Jahreswagen wurde auch ein zweijähriges Fahrzeug eingesetzt. Die Fahrer der Saison 2006 waren Stefan Mücke und Daniel la Rosa im Jahreswagen sowie die Schottin Susie Wolff im 2004er-Modell. Fünfmal konnte das Team einen Platz unter den ersten Zehn einfahren, davon sogar ein vierter Rang von Stefan Mücke auf dem Norisring.
Auch im Jahre 2007 setzte Mücke wieder drei C-Klassen ein. Stefan Mücke verließ das Team in Richtung LMS und für ihn kam Mathias Lauda, der Sohn des dreimaligen Formel-1-Weltmeisters Niki Lauda, in die Mannschaft. Zusammen mit la Rosa und Stoddart konnte das Team viermal in den Punkten landen. Beim Saisonauftakt in Hockenheim gelang dem Hanauer Daniel la Rosa mit Platz drei sogar der bis dato einzige Podiumsplatz des Teams.
Ab der Saison 2008 setzte Mücke nur noch zwei Jahreswagen ein. Nachdem la Rosa die DTM verließ und Lauda sowie Stoddart künftig für Persson Motorsport starteten, verpflichtete Mücke gleich zwei DTM-Neueinsteiger: Neben dem amtierenden Vizemeister der Britischen Formel-3-Meisterschaft, Maro Engel, konnte der ehemalige Formel-1-Pilot Ralf Schumacher für das Team gewonnen werden. Schumacher errang in diesem Jahr drei Meisterschaftspunkte, Engels bestes Resultat war ein neunter Platz auf dem Nürnberger Norisring.
Für 2009 wechselte Schumacher in den Neuwagen von HWA. Engel blieb dem Team erhalten und Mathias Lauda kehrte von Persson zurück zu Mücke. Nachdem Engel mit konstanten Punkteplätzen überzeugen konnte, ergatterte Lauda bloß einen Punkt beim Chaos-Rennen in Dijon-Prenois. Engel wurde am Ende der Saison mit acht Punkten viert-bester Jahreswagen-Pilot und errang nur einen Punkt weniger als der sechsmalige F1-Grand-Prix-Sieger Ralf Schumacher im technisch besseren Neuwagen.
2010 startet neben Maro Engel der ehemalige Formel-1-Pilot und 13-fache Grand-Prix-Sieger David Coulthard für das Team. Mathias Lauda musste nicht nur sein Cockpit räumen, sondern auch die DTM verlassen.
Am Ende der DTM-Saison 2016 wurde die Zusammenarbeit seitens Mercedes gekündigt, da laut Reglement ab 2017 nur noch sechs Einsatzfahrzeuge je Hersteller an den Start gehen sollen.

## Statistik

### Ergebnisse in der DTM
| Saison | Auto                          | Fahrer                | Nr. | Rennen | Siege | Punkte | Fahrerwertung | Teamwertung |
| ------ | ----------------------------- | --------------------- | --- | ------ | ----- | ------ | ------------- | ----------- |
| 2005   | AMG-Mercedes C-Klasse 2004    | Stefan Mücke          | 16  | 11     | 0     | 03     | 18.           | 10.         |
| 2005   | AMG-Mercedes C-Klasse 2004    | Alexandros Margaritis | 17  | 11     | 0     | 0      | 19.           | 10.         |
| 2006   | AMG-Mercedes C-Klasse 2005    | Stefan Mücke          | 17  | 10     | 0     | 07     | 12.           | 7.          |
| 2006   | AMG-Mercedes C-Klasse 2005    | Daniel la Rosa        | 18  | 10     | 0     | 02     | 15.           | 7.          |
| 2006   | AMG-Mercedes C-Klasse 2004    | Susie Stoddart        | 22  | 10     | 0     | 0      | 17.           | 7.          |
| 2007   | AMG-Mercedes C-Klasse 2006    | Susie Stoddart        | 14  | 10     | 0     | 0      | 20.           | 8.          |
| 2007   | AMG-Mercedes C-Klasse 2006    | Daniel la Rosa        | 15  | 10     | 0     | 010    | 13.           | 8.          |
| 2007   | AMG-Mercedes C-Klasse 2005    | Mathias Lauda         | 18  | 10     | 0     | 04     | 15.           | 8.          |
| 2008   | AMG-Mercedes C-Klasse 2007    | Ralf Schumacher       | 11  | 11     | 0     | 03     | 14.           | 8.          |
| 2008   | AMG-Mercedes C-Klasse 2007    | Maro Engel            | 12  | 11     | 0     | 0      | 16.           | 8.          |
| 2009   | AMG-Mercedes C-Klasse 2008    | Maro Engel            | 16  | 10     | 0     | 08     | 12.           | 8.          |
| 2009   | AMG-Mercedes C-Klasse 2008    | Mathias Lauda         | 17  | 10     | 0     | 01     | 15.           | 8.          |
| 2010   | AMG-Mercedes C-Klasse 2008    | Maro Engel            | 16  | 11     | 0     | 03     | 15.           | 9.          |
| 2010   | AMG-Mercedes C-Klasse 2008    | David Coulthard       | 17  | 11     | 0     | 01     | 16.           | 9.          |
| 2011   | AMG-Mercedes C-Klasse 2008    | Maro Engel            | 16  | 10     | 0     | 05     | 13.           | 8.          |
| 2011   | AMG-Mercedes C-Klasse 2008    | David Coulthard       | 17  | 10     | 0     | 01     | 16.           | 8.          |
| 2012   | DTM AMG Mercedes C-Coupé 2012 | David Coulthard       | 19  | 10     | 0     | 014    | 15.           | 10.         |
| 2012   | DTM AMG Mercedes C-Coupé 2012 | Robert Wickens        | 20  | 10     | 0     | 014    | 16.           | 10.         |
| 2013   | DTM AMG Mercedes C-Coupé 2012 | Daniel Juncadella     | 17  | 10     | 0     | 021    | 16.           | 9.          |
| 2013   | DTM AMG Mercedes C-Coupé 2012 | Pascal Wehrlein       | 18  | 10     | 0     | 03     | 22.           | 9.          |
| 2014   | DTM AMG Mercedes C-Coupé 2012 | Daniel Juncadella     | 19  | 10     | 0     | 022    | 18.           | 12.         |
| 2014   | DTM AMG Mercedes C-Coupé 2012 | Vitaly Petrov         | 20  | 10     | 0     | 0      | 23.           | 12.         |
| 2015   | Mercedes-AMG C63 DTM 2015     | Daniel Juncadella     | 12  | 18     | 0     | 026    | 20.           | 12.         |
| 2015   | Mercedes-AMG C63 DTM 2015     | Maximilian Götz       | 84  | 18     | 0     | 025    | 22.           | 12.         |
| 2016   | Mercedes-AMG C63 DTM 2016     | Christian Vietoris    | 8   | 18     | 0     | 060    | 14.           | 8.          |
| 2016   | Mercedes-AMG C63 DTM 2016     | Lucas Auer            | 22  | 18     | 1     | 068    | 12.           | 8.          |
| 2021   | Mercedes-AMG GT3              | Maximilian Buhk       | 18  | 14     | 0     | 028    | 15.           | 11.         |
| 2021   | Mercedes-AMG GT3              | Marvin Dienst         | 18  | 2      | 0     | 06     | 19.           | 11.         |
| 2022   | Mercedes-AMG GT3              | Maximilian Buhk       | 18  | 16     | 0     | 01     | 25.           | 16.         |

### Ergebnisse in der GP3-Serie
| Saison | Auto            | Fahrer               | Nr. | Rennen | Siege | Poles | schn. Rennrunden | Punkte | Fahrerwertung | Teamwertung |
| ------ | --------------- | -------------------- | --- | ------ | ----- | ----- | ---------------- | ------ | ------------- | ----------- |
| 2010   | Dallara-Renault | Nigel Melker         | 10  | 16     | 0     | 2     | 0                | 05     | 23.           | 10.         |
| 2010   | Dallara-Renault | Renger van der Zande | 11  | 16     | 0     | 0     | 0                | 06     | 21.           | 10.         |
| 2010   | Dallara-Renault | Tobias Hegewald      | 12  | 16     | 0     | 0     | 0                | 06     | 22.           | 10.         |
| 2011   | Dallara-Renault | Luciano Bacheta      | 29  | 12     | 0     | 0     | 0                | 04     | 22.           | 04.         |
| 2011   | Dallara-Renault | Daniel Mancinelli    | 29  | 04     | 0     | 0     | 0                | 0      | 35.           | 04.         |
| 2011   | Dallara-Renault | Michael Christensen  | 30  | 16     | 0     | 0     | 1                | 19     | 11.           | 04.         |
| 2011   | Dallara-Renault | Nigel Melker         | 31  | 16     | 1     | 0     | 1                | 38     | 03.           | 04.         |

### Ergebnisse in der Formel-3-Euroserie
| Saison | Chassis      | Motor         | Fahrer             | Nr. | Rennen | Siege | Punkte | Fahrerwertung | Teamwertung |
| ------ | ------------ | ------------- | ------------------ | --- | ------ | ----- | ------ | ------------- | ----------- |
| 2003   | Dallara F302 | Mercedes-Benz | Markus Winkelhock  | 22  | 20     | 2     | 071    | 4.            | 2.          |
| 2003   | Dallara F302 | Mercedes-Benz | Christian Klien    | 23  | 20     | 3     | 089    | 2.            | 2.          |
| 2004   | Dallara F302 | Mercedes-Benz | Bruno Spengler     | 3   | 20     | 0     | 027    | 11.           | 4.          |
| 2004   | Dallara F302 | Mercedes-Benz | Robert Kubica      | 4   | 20     | 0     | 053    | 7.            | 4.          |
| 2005   | Dallara F305 | Mercedes-Benz | Sebastian Vettel   | 9   | 20     | 0     | 063    | 5.            | 5.          |
| 2005   | Dallara F305 | Mercedes-Benz | Átila Abreu        | 10  | 20     | 0     | 012    | 15.           | 5.          |
| 2006   | Dallara F305 | Mercedes-Benz | Sébastien Buemi    | 7   | 20     | 1     | 031    | 12.           | 4.          |
| 2006   | Dallara F305 | Mercedes-Benz | Jonathan Summerton | 8   | 20     | 1     | 032    | 9.            | 4.          |
| 2007   | Dallara F305 | Mercedes-Benz | Sébastien Buemi    | 7   | 20     | 3     | 095    | 2.            | 3.          |
| 2007   | Dallara F305 | Mercedes-Benz | Edoardo Piscopo    | 8   | 20     | 0     | 018    | 9.            | 3.          |
| 2008   | Dallara F308 | Mercedes-Benz | Christian Vietoris | 3   | 20     | 1     | 08     | 15.           | 3.          |
| 2008   | Dallara F308 | Mercedes-Benz | Erik Janiš         | 4   | 20     | 0     | 05     | 21.           | 3.          |
| 2008   | Dallara F308 | Mercedes-Benz | Mika Mäki          | 26  | 20     | 2     | 046    | 5.            | 3.          |
| 2009   | Dallara F309 | Mercedes-Benz | Christian Vietoris | 7   | 18     | 4     | 075    | 2.            | 2.          |
| 2009   | Dallara F309 | Mercedes-Benz | Sam Bird           | 8   | 18     | 0     | 040    | 8.            | 2.          |
| 2009   | Dallara F309 | Mercedes-Benz | Marco Wittmann     | 14  | 20     | 0     | 06     | 16.           | 2.          |
| 2009   | Dallara F309 | Mercedes-Benz | Alexander Sims     | 26  | 20     | 1     | 054    | 4.            | 2.          |
| 2009   | Dallara F309 | Mercedes-Benz | Nico Monien        | 37  | 2      | 0     | 0      | -             | 2.          |
| 2010   | Dallara F308 | Mercedes-Benz | Roberto Merhi      | 3   | 18     | 1     | 056    | 5.            | 3.          |
| 2010   | Dallara F308 | Mercedes-Benz | Carlos Muñoz       | 4   | 18     | 0     | 018    | 9.            | 3.          |
| 2011   | Dallara F308 | Mercedes-Benz | Nigel Melker       | 3   | 24     | 4     | 0251   | 4.            | 3.          |
| 2011   | Dallara F308 | Mercedes-Benz | Felix Rosenqvist   | 4   | 27     | 1     | 0219   | 5.            | 3.          |
| 2011   | Dallara F308 | Mercedes-Benz | Marco Sørensen     | 35  | 3      | 1     | 0      | -             | 3.          |
| 2011   | Dallara F308 | Mercedes-Benz | Facu Regalía       | 37  | 3      | 0     | 0      | -             | 3.          |
| 2012   | Dallara F312 | Mercedes-Benz | Felix Rosenqvist   | 5   | 24     | 4     | 0212,5 | 4.            | 2.          |
| 2012   | Dallara F312 | Mercedes-Benz | Pascal Wehrlein    | 6   | 24     | 1     | 0229   | 2.            | 2.          |
| 2013   | Dallara F312 | Mercedes-Benz | Pascal Wehrlein    | 5   | 3      | 1     | 049    | 14.           | -.          |
| 2013   | Dallara F312 | Mercedes-Benz | Michael Lewis      | 5   | 27     | 0     | 023    | 19.           | -.          |
| 2013   | Dallara F312 | Mercedes-Benz | Felix Rosenqvist   | 6   | 30     | 10    | 0457   | 2.            | -.          |
| 2013   | Dallara F312 | Mercedes-Benz | Mitchell Gilbert   | 28  | 30     | 0     | 010    | 23.           | -.          |
| 2013   | Dallara F312 | Mercedes-Benz | Roy Nissany        | 29  | 30     | 0     | 011    | 22.           | -.          |

### Ergebnisse in der Formel 4
| Saison | Auto           | Fahrer             | Nr. | Rennen | Siege | Poles | schn. Rennrunden | Punkte | Fahrerwertung | Teamwertung |
| ------ | -------------- | ------------------ | --- | ------ | ----- | ----- | ---------------- | ------ | ------------- | ----------- |
| 2015   | Tatuus F4-T014 | Benjamin Mazatis   | 3   | 24     | 0     | 0     | 0                | 0      | -             |             |
| 2015   | Tatuus F4-T014 | Robert Schwarzman  | 4   | 21     | 0     | 0     | 0                | 06     | 4.            |             |
| 2015   | Tatuus F4-T014 | David Beckmann     | 5   | 21     | 1     | 0     | 0                | 0167   | 5.            |             |
| 2015   | Tatuus F4-T014 | Mike Ortmann       | 6   | 24     | 0     | 0     | 0                | 078    | 12.           |             |
| 2015   | Tatuus F4-T014 | Thomas Preining    | 12  | 6      | 0     | 0     | 0                | 016    | 21.           |             |
| 2015   | Tatuus F4-T014 | Yan Leon Shlom     | 31  | 18     | 0     | 0     | 0                | 02     | 27.           |             |
| 2015   | Tatuus F4-T014 | Lando Norris       | 69  | 9      | 1     | 0     | 0                | 0131   | 8.            |             |
| 2016   | Tatuus F4-T014 | Mauricio Baiz      | 4   | 3      | 0     | 0     |                  | 1      | 30.           |             |
| 2016   | Tatuus F4-T014 | Davlin DeFrancesco | 97  | 3      | 0     | 0     |                  | 0      | -             |             |
| 2016   | Tatuus F4-T014 | Ricardo Feller     | 9   | 15     | 0     | 0     |                  | 0      | -             |             |
| 2016   | Tatuus F4-T014 | Mike David Ortmann | 6   | 24     | 3     | 1     |                  | 247    | 3.            |             |
| 2016   | Tatuus F4-T014 | Oliver Söderström  | 7   | 24     | 0     | 0     |                  | 1      | 28.           |             |
| 2016   | Tatuus F4-T014 | Lirim Zendeli      | 5   | 24     | 0     | 0     |                  | 24     | 12.           |             |
| 2017   | Tatuus F4-T014 | Tom Beckhäuser     | 6   |        |       |       |                  |        |               |             |
| 2017   | Tatuus F4-T014 | Sophia Flörsch     | 4   |        |       |       |                  |        |               |             |
| 2017   | Tatuus F4-T014 | Oliver Söderström  | 7   |        |       |       |                  |        |               |             |
| 2017   | Tatuus F4-T014 | Lirim Zendeli      | 5   |        |       |       |                  |        |               |             |